# Chuck (album, Sum 41)
Chuck je album skupiny Sum 41, vydané 12. října 2004. Do roku 2016 (kdy vyšlo album 13 Voices) to bylo poslední album, na němž hrál sólový kytarista skupiny Dave Baksh. Ten skupinu opustil 11. května 2006, aby rozvíjel svoji kariéru s novou skupinou Brown Brigade.
Album je pojmenováno po členovi mírového sboru OSN Chucku Pelletierovi, který po vypuknutí bojů v Kongu pomohl evakuovat hotel, v němž byla skupina ubytována v době natáčení dokumentárního snímku pro organizaci War Child Canada.

## Seznam skladeb
1. "Intro" - 0:46
2. "No Reason" – 3:04
3. "We're All to Blame" – 3:38
4. "Angels With Dirty Faces" - 2:23
5. "Some Say" – 3:26
6. "The Bitter End" – 2:51
7. "Open Your Eyes" – 2:45
8. "Slipping Away" – 2:29
9. "I'm Not The One" – 3:34
10. "Welcome To Hell" – 1:56
11. "Pieces" – 3:02
12. "There's No Solution" – 3:18
13. "88" – 4:40

## Edice pro japonské turné
1. Noots – 3:51
2. Moron – 2:00
3. Subject To Change- 3:17

Tato edice rovněž zahrnuje bonusový disk s tímto obsahem:
1. Pieces (akustická verze) - 3:18
2. No Brains (akustická verze) - 3:04
3. Over My Head (Better Off Dead) (akustická verze) - 2:46
4. Some Say (akustická verze) - 3:42
5. There's No Solution (akustická verze) - 3:28

## Singly
- "We're All to Blame" – 2004
- "Pieces" – 2005
- "Some Say" – 2005
- "No Reason" – 2005

## Sestava
1. Deryck Whibley – vokály, kytara, piano
2. Dave Baksh – kytara
3. Jason McCaslin – baskytara
4. Steve Jocz – bubny

## Drobnosti
- Album vychází i v rozšířené verzi.
- Skladba "Noots" je součástí soundtracku filmu Fantastická čtyřka (The Fantastic Four) z roku 2005.
- Jde o poslední album nahrané "klasickou" sestavou (Whibley, Baksh, McCaslin, Jocz).
- Upravený refrén skladby "Subject to Change" je použit jako refrén pro song "Underclass Hero" stejnojmenného alba.
- "88" vyjadřuje tempo skladby - 88 bpm (beats per minute, úderů za minutu).
- Skladba "We're All to Blame" byla použita v bojové scéně mezi Zillou a Godzillou ve snímku Godzilla Final Wars.
- V bookletu je Deryck Whibley uveden pod přezdívkou Biz, namísto svého obvyklého pseudonymu Bizzy D, a Steve Jocz pod jménem Stevo namísto Stevo 32.